# Neopetrobia corynetes
Neopetrobia corynetes är en spindeldjursart som först beskrevs av Pritchard och Baker 1955.  Neopetrobia corynetes ingår i släktet Neopetrobia och familjen Tetranychidae. Inga underarter finns listade i Catalogue of Life.